# Iglesia de San Juan de los Caballeros (Jerez de la Frontera)
La iglesia de San Juan de los Caballeros se encuentra en el barrio de San Juan de Jerez de la Frontera (Andalucía, España). Es una de las seis parroquias históricas creadas por el rey Alfonso X El Sabio sobre las antiguas mezquitas tras su reconquista de la ciudad, en el año 1264.
En esta iglesia intervienen dos de los grandes arquitectos del momento, Hernán Ruiz II, a quien se deben entre otras, las dos portadas laterales del templo y el arquitecto Alonso de Vandelvira.

## Descripción

### Interior
Se trata de un templo de una única nave con algunas capillas adosadas, en cuyo interior pueden distinguirse con claridad tres fases de su construcción.
La zona más antigua corresponde a la cabecera, acabada en ábside poligonal y cubierta por bóveda de crucería gótica cuyos nervios se revisten de dientes de sierra. Corresponde al último tercio del siglo XIV.
El cuerpo de la nave tiene dos tramos, el primero de ellos cubierto con bóveda estrellada tardogótica de la primera mitad del siglo XVI, y el segunda ya plenamente renacentista, comenzada en 1562 y terminada en el año 1591.
Entre las capillas destacan:

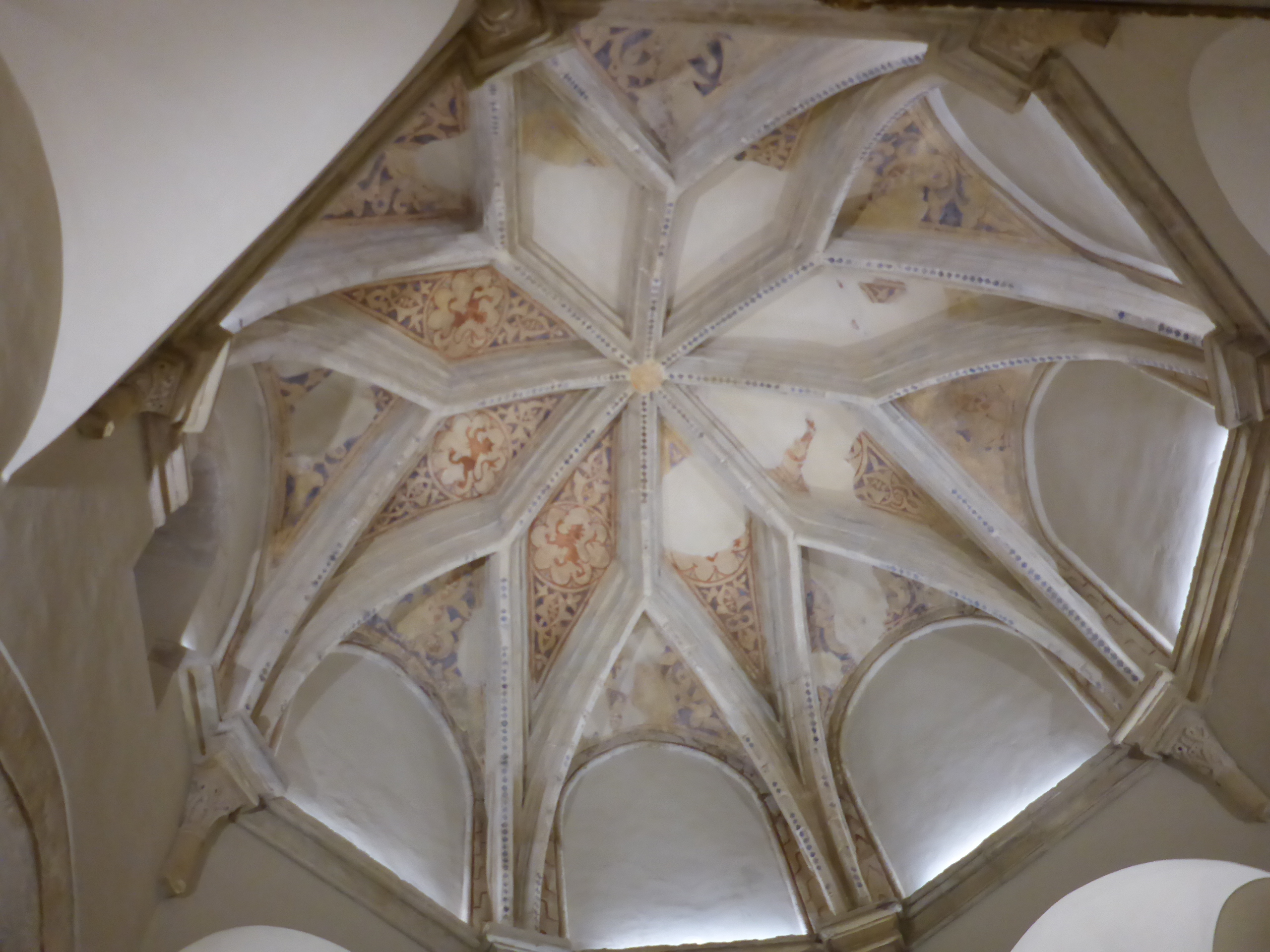
Bóveda de la Capilla de la Jura

- Capilla De la Jura, de interés artístico e histórico. En tiempos perteneció a la familia de Andrés Martínez Tocino.[2] Es de planta cuadrada y se cubre con bóveda de crucería estrellada. En su lado oriental se abre un arcosolio ornamentado por lacerías mudéjares. La edificación la concluyen los alarifes Fernán García y Diego Fernández en 1404.[3] En la reciente restauración han aparecido frescos de gran valor en el intradós de su bóveda.
- Capilla de los Zarzana, con una portada almohadillada manierista de finales del siglo XVI. Su arcosolio es una obra neomudéjar que copia el de la capilla de la Jura.
- Capilla del Sagrario, de bóveda gótica tardía de principios del siglo XVI.

Recientemente se ha descubierto el origen flamenco de dos laudas funerarias de la iglesia.

### Exterior
En el exterior del templo destaca con autoridad la Torre-fachada, de alto efecto ascensorial, cuyo primer cuerpo se atribuye al arquitecto Alonso de Vandelvira, levantado en estilo renacentista en los primeros años del siglo XVII. Está compuesto por un arco de medio punto flanqueado por cuatro columnas toscanas sobre basamento entre las que se disponen hornacinas. Desde este arco se accede a un pequeño atrio abovedado donde se abre la puerta de entrada al interior del templo. Los otros cuerpos son ya obra barroca realizada a partir del año 1644 por el maestro Antón Martín Calafate.
En el atrio abovedado se representa al titular, San Juan Evangelista, a través del águila. Este icono al evangelista se muestra en San Juan al igual que con el resto de iglesias dedicadas a evangelistas del casco histórico de Jerez (San Marcos, San Lucas y San Mateo).
En el exterior del templo hubo un cementerio que después fue ocupado por construcciones.

## De los Caballeros

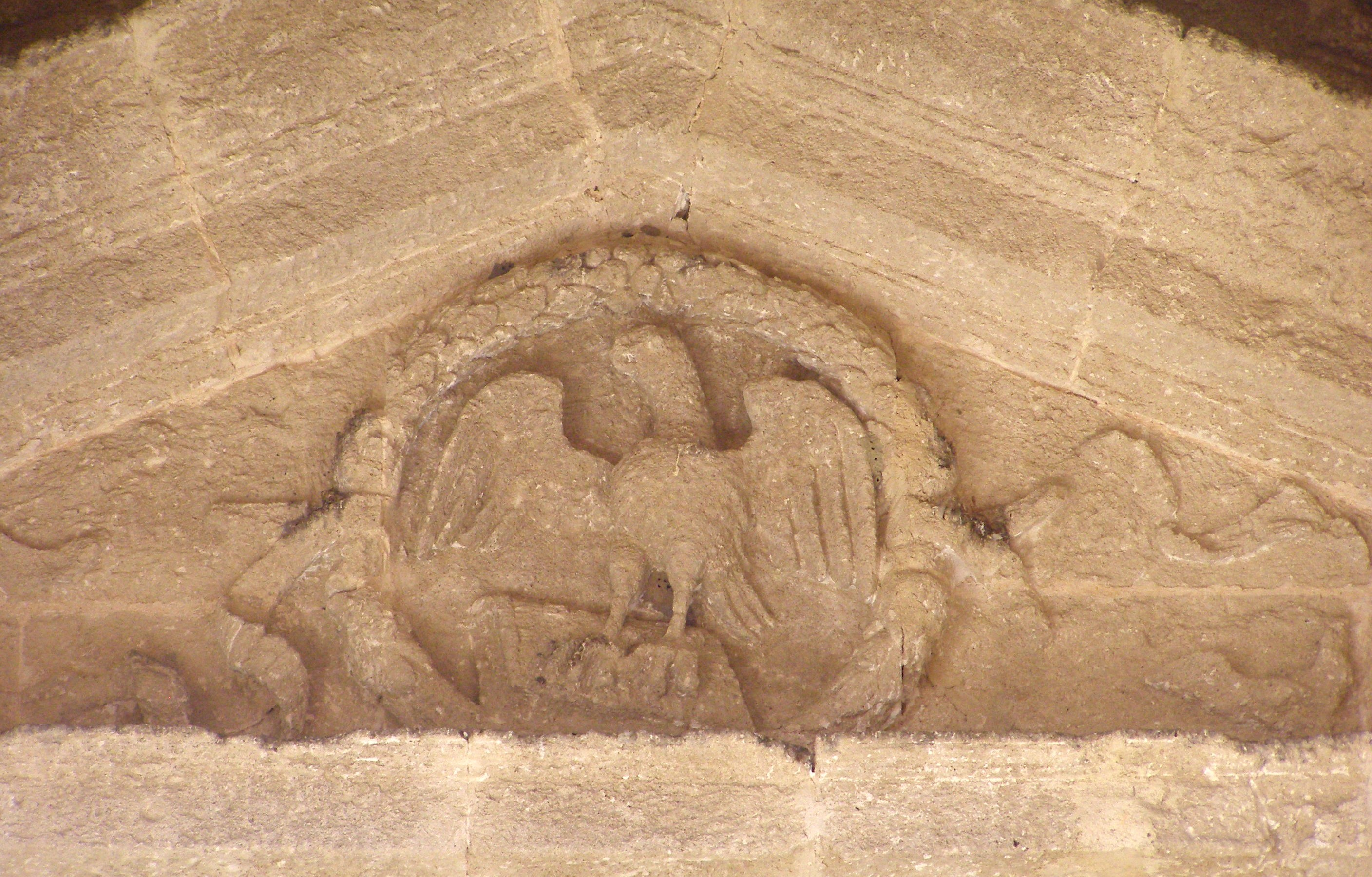
Detalle del águila, símbolo del evangelista San Juan.

Jerez había sido reconquistada por el Reino de Castilla en 1264, pero esto no supuso la estabilidad de la ciudad. No fue hasta la batalla del Salado en 1340, cuando el estrecho de Gibraltar fue dominado por los soldados cristianos, que dejaron de entrar ejércitos árabes procedentes del norte de África. Estos ejércitos saqueaban ciudades, quemaban campos y arrasaban con todo lo que encontraban. Jerez, situada en la frontera, era la plaza más fuerte que encontraban al cruzar el Estrecho, y por tanto, se convertía en una ciudad constantemente sitiada.

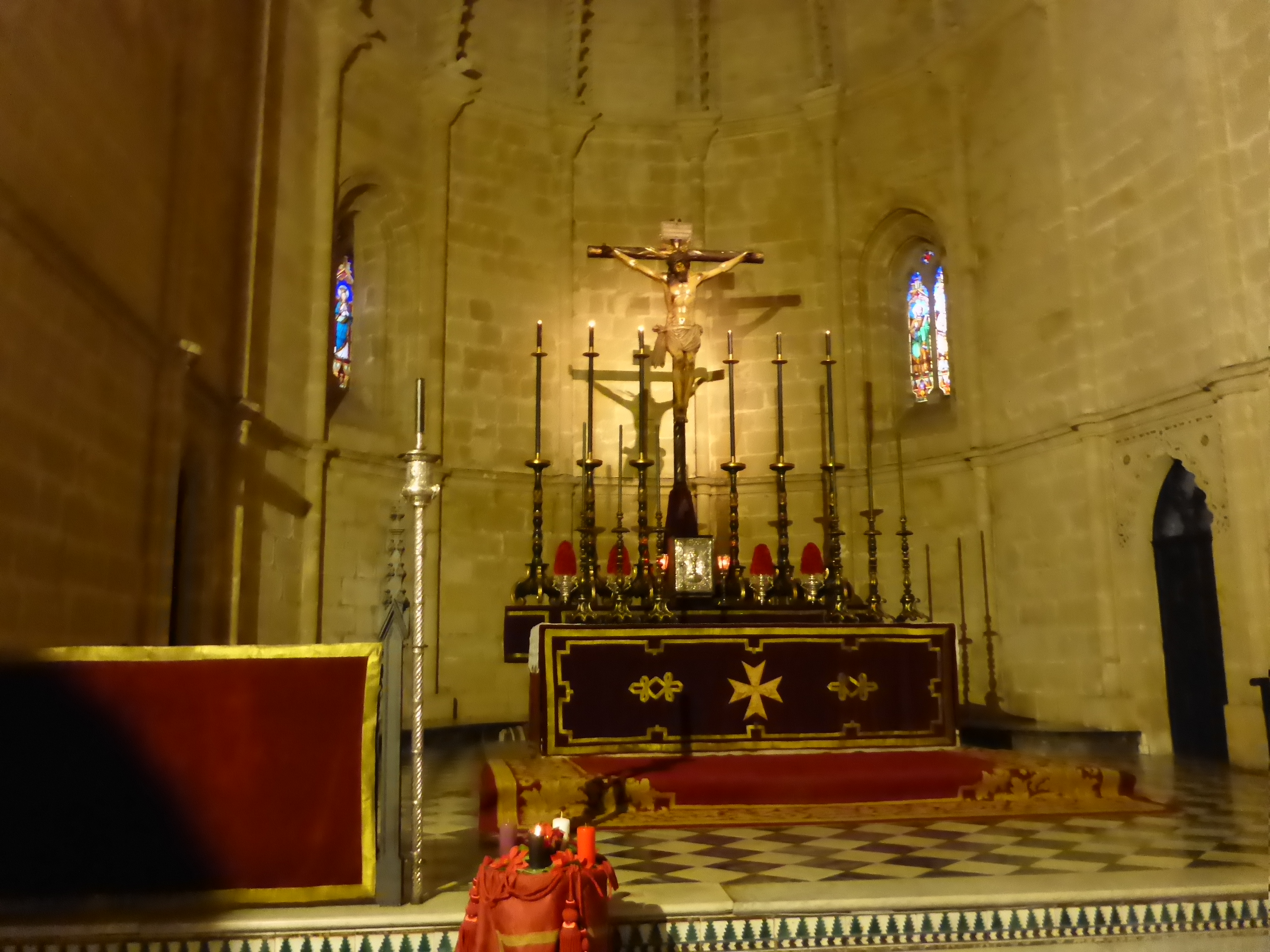
Interior de la Iglesia

Desde su incorporación a Castilla, Jerez mantenía una relación especial con la Corona. Esta necesitaba de Jerez para mantener el Bajo Guadalete bajo control, siendo la Ciudad defensiva por excelencia de toda la actual provincia. Y Jerez era fiel y leal a la Corona, que la proveía y protegía.
El 12 de abril de 1285 desembarca en Tarifa el emir marroquí Abú Yusuf al frente de un poderoso ejército de benimerines, asolando las tierras de Sevilla y Jerez. En esos meses de lucha, estando la ciudad jerezana sitiada por tropas musulmanas, los caballeros jerezanos pertenecientes a las distintas órdenes militares que se ocupaban de su defensa, se reunieron como Consejo de Defensa en San Juan y decidieron firmar con su propia sangre una carta pidiendo ayuda al rey Sancho IV para la ciudad. Actualmente, en la bóveda de la sacristía se pueden contemplar esculpidas las cruces de las órdenes militares a las que pertenecieron tales caballeros jerezanos.

## Conservación
La iglesia ha sufrido diversas agresiones, como material artístico (principalmente vidrieras) destruido al entrar a robar el cepillo.
Sin embargo la Hermandad de la Vera Cruz, que tiene su sede en esta iglesia, ha reparado cubiertas y recuperado imágenes. También custodia una reliquia ex ossibus del beato Guillermo José Chaminade.
La hermandad realiza otras acciones, como la colaboración en la cría del cernícalo primilla en el exterior de la iglesia, dentro del Programa para la Conservación de las Aves Esteparias de Andalucía
Recientemente se ha anunciado un plan para eliminar los garajes adosados al templo con objeto de permitir que se pueda dar la vuelta al templo y se ha realizado la restauración de la "Capilla de la Jura"
En 2019 se aprueba la reurbanización de su entorno, que se ejecuta en 2020. Entre otras mejoras se vuelve a abrir al paso el "callejón de las 7 revueltas" tras 30 años cerrado. Con la reurbanización se crea una nueva calle que rodea el ábside de la Iglesia que recibe el nombre de Pasaje de la Santa Cruz.

## Galería de imágenes

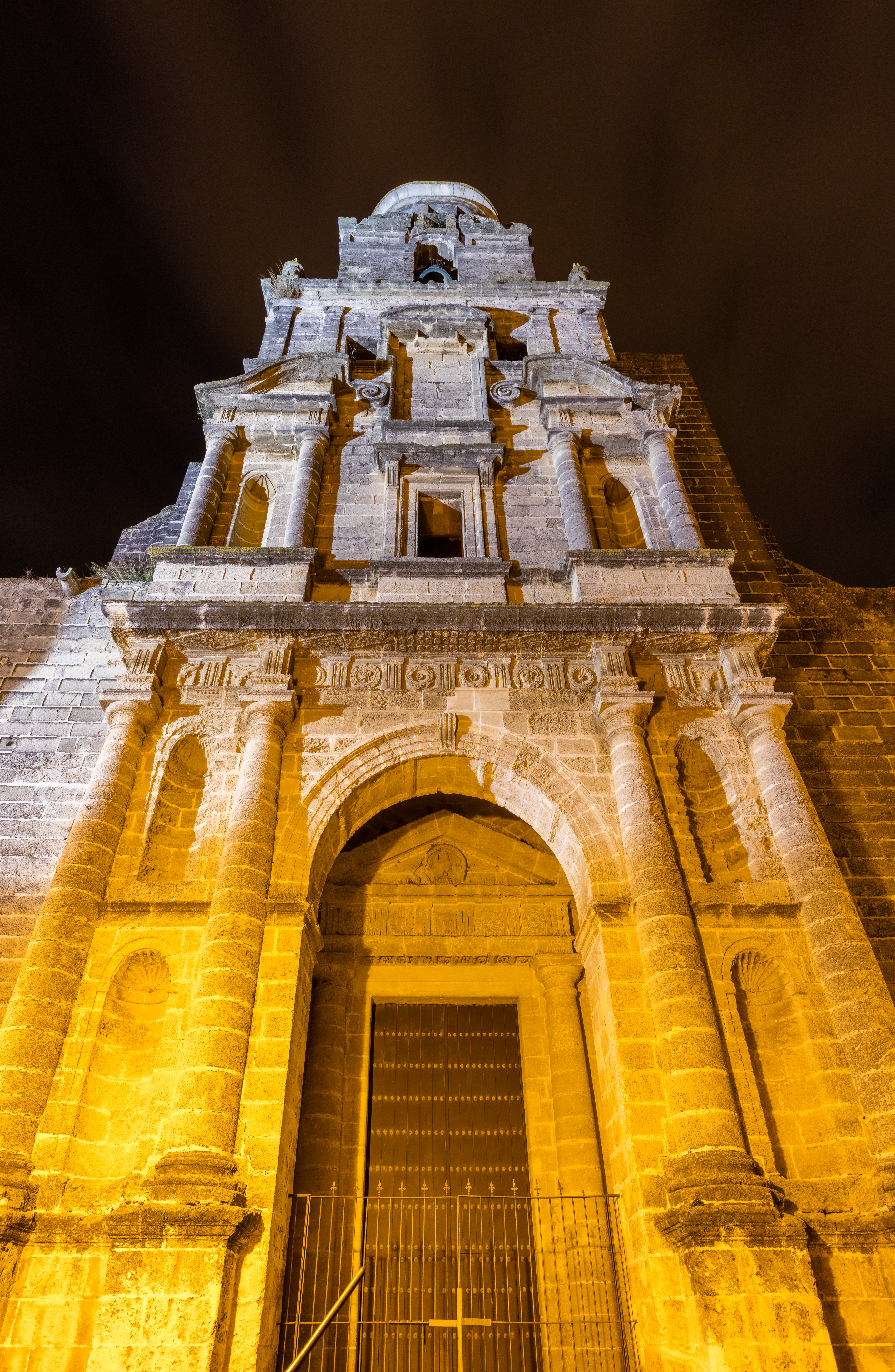
Vista nocturna
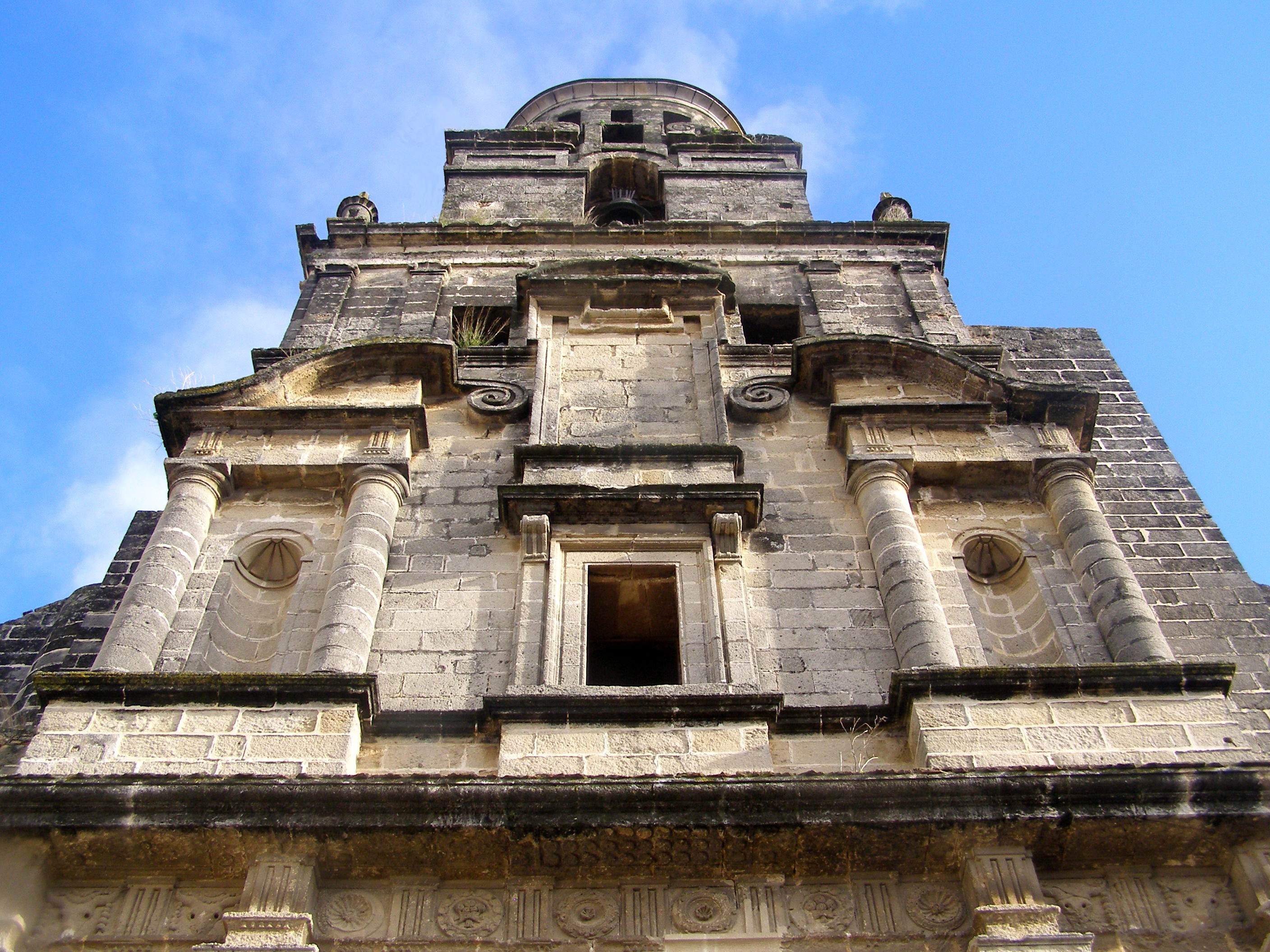
Fachada de la iglesia
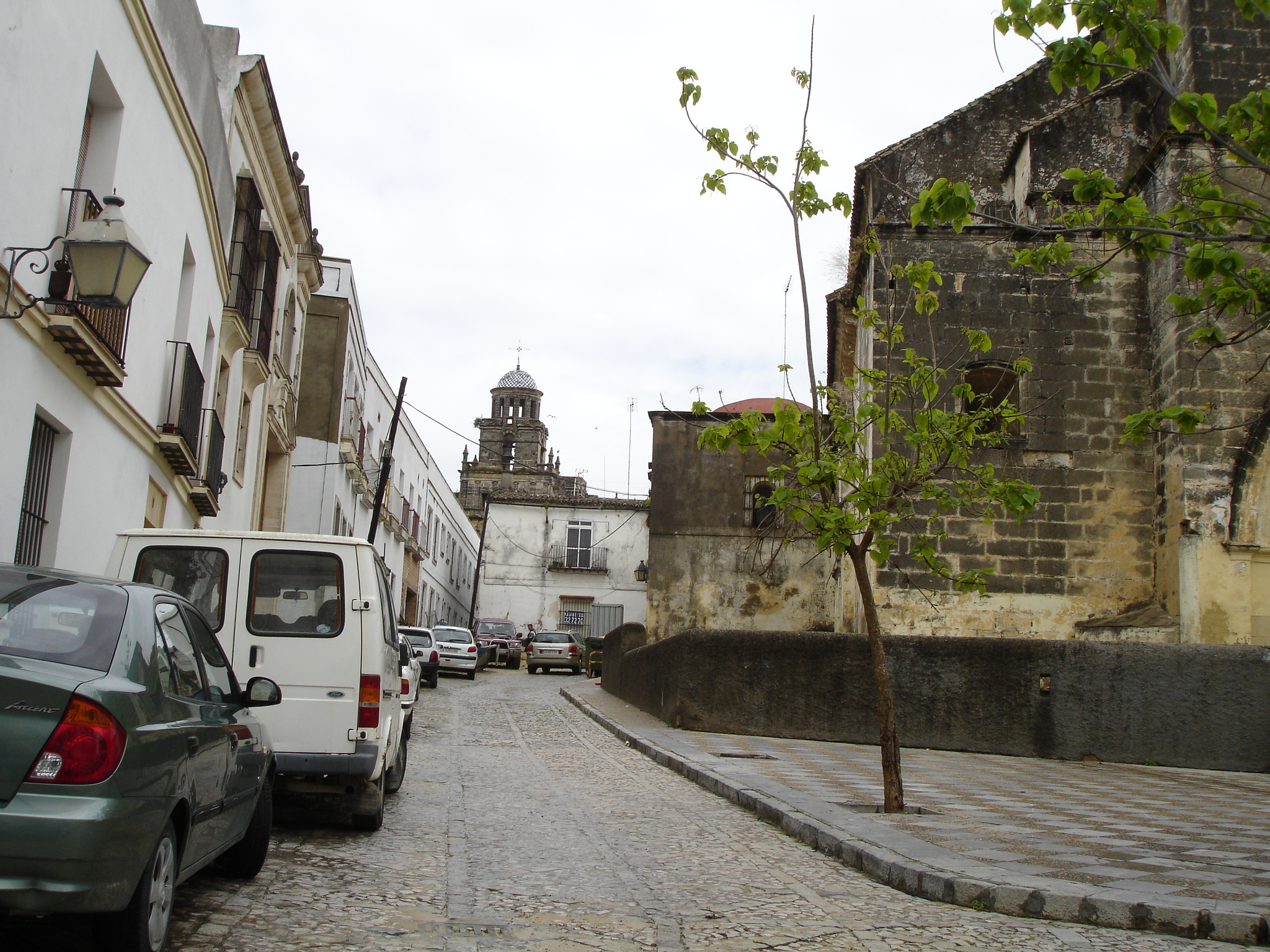
Iglesia desde la plaza de San Lucas
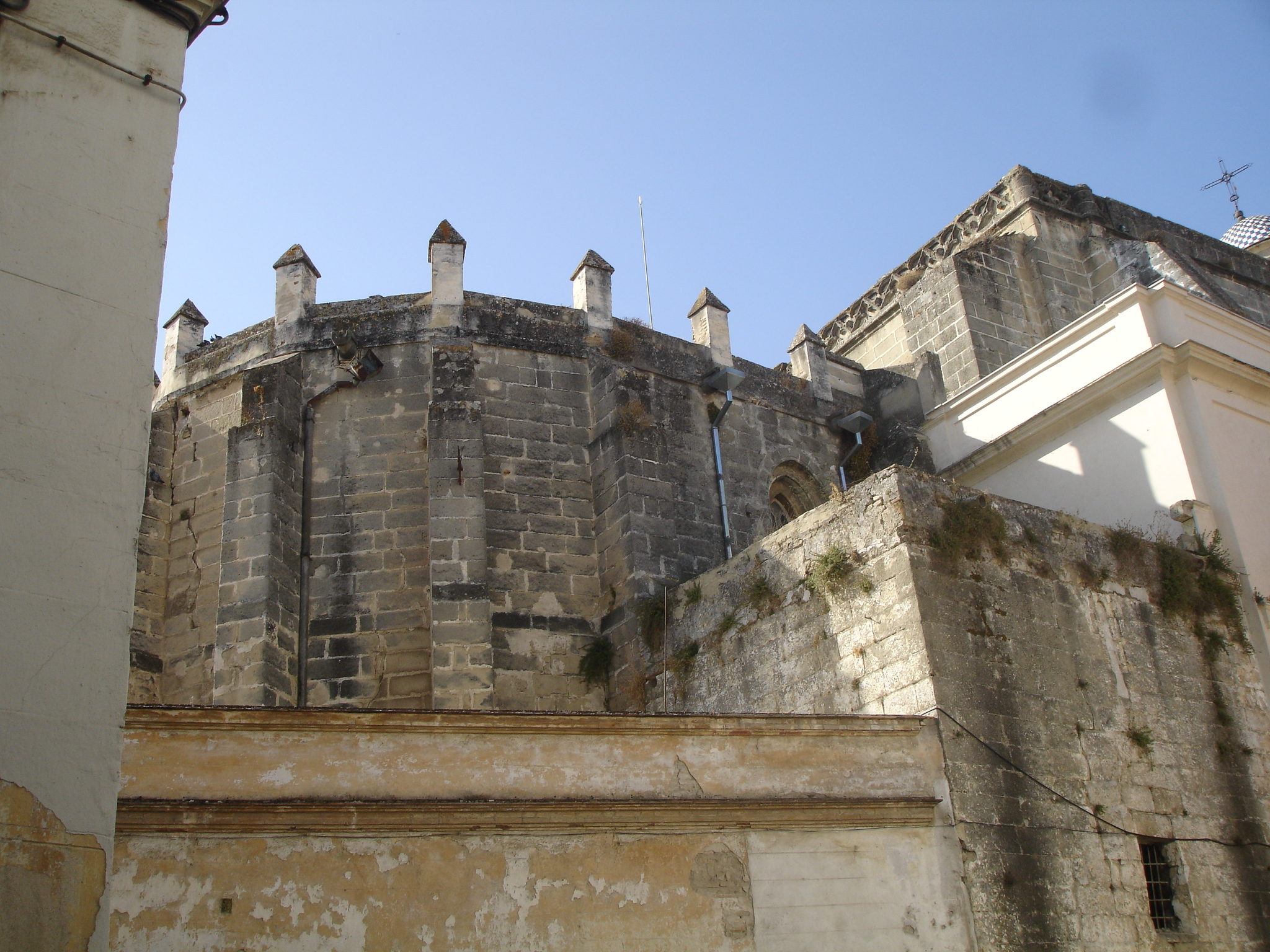
Trasera de la iglesia con almenas
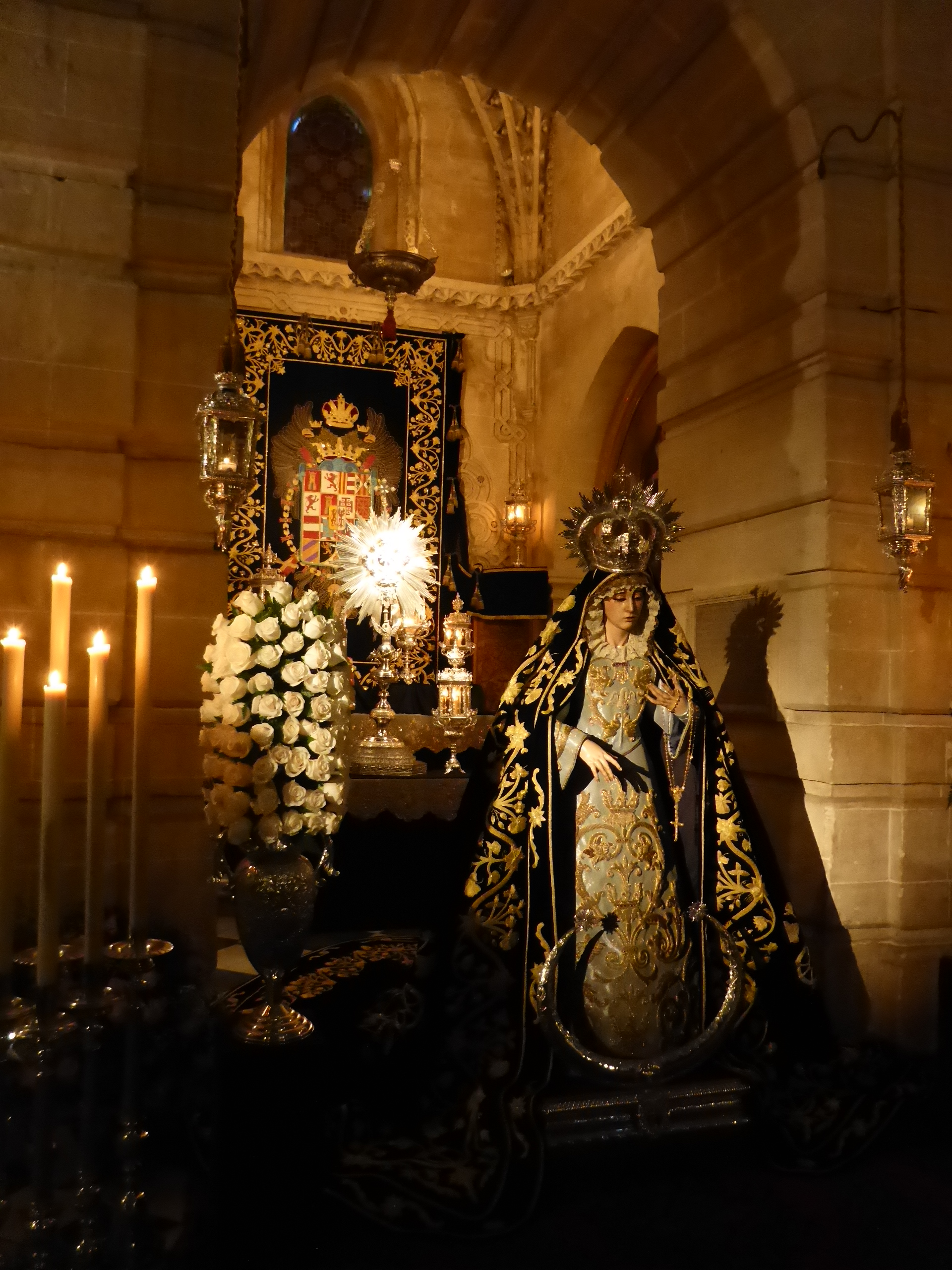
Nuestra señora de las Lágrimas de besamanos
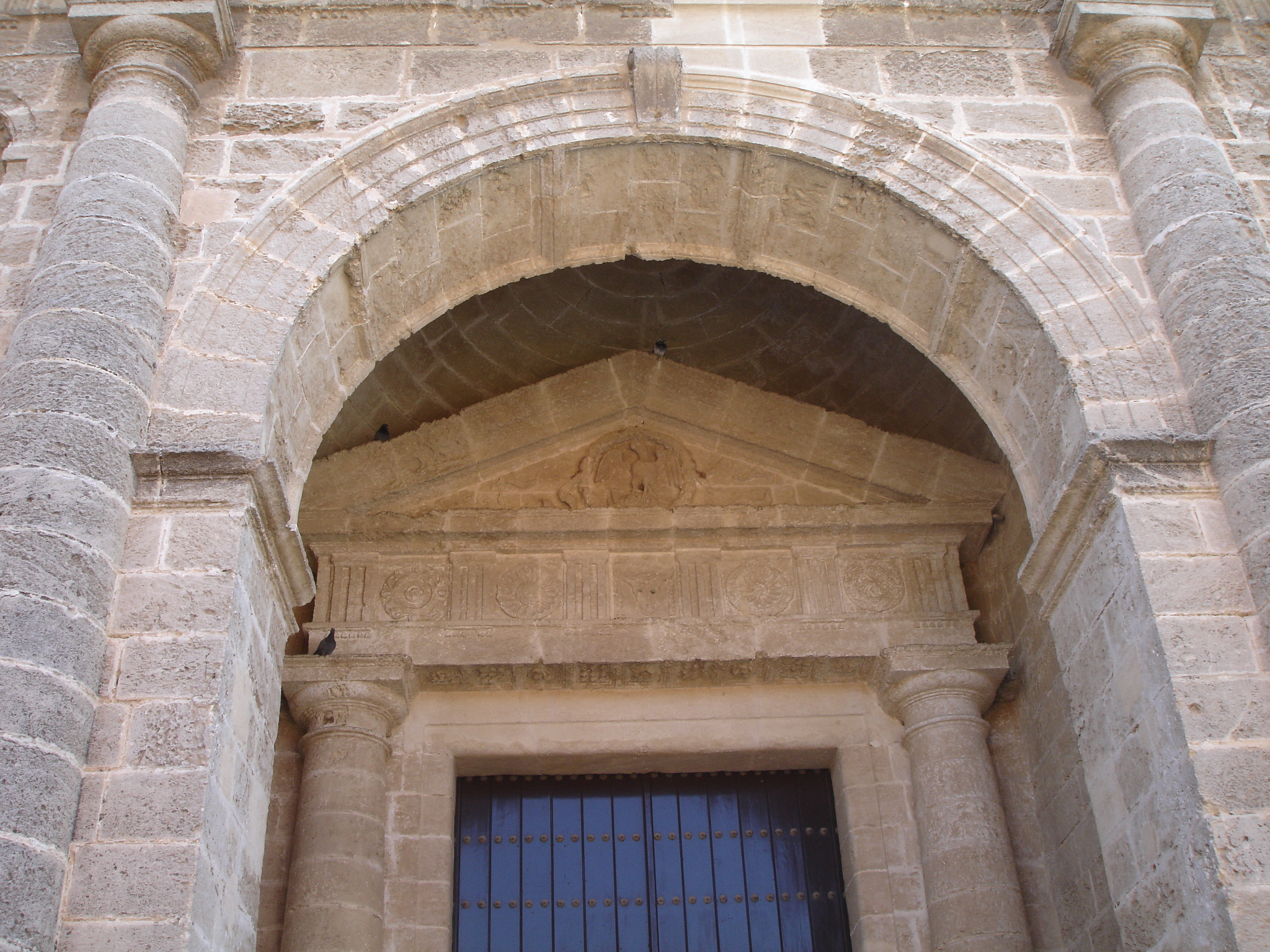
Puerta principal de la iglesia
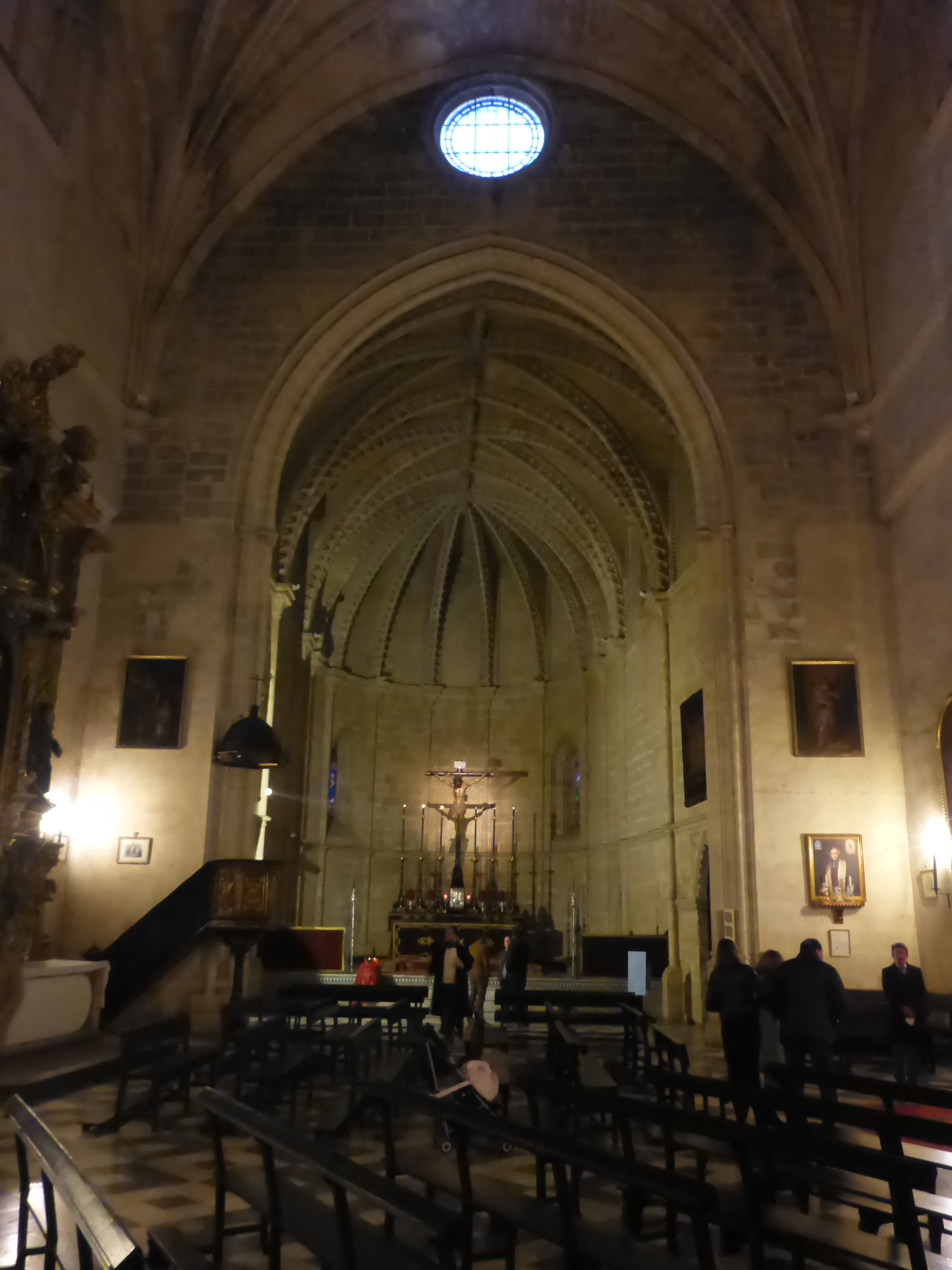
Interior de la iglesia
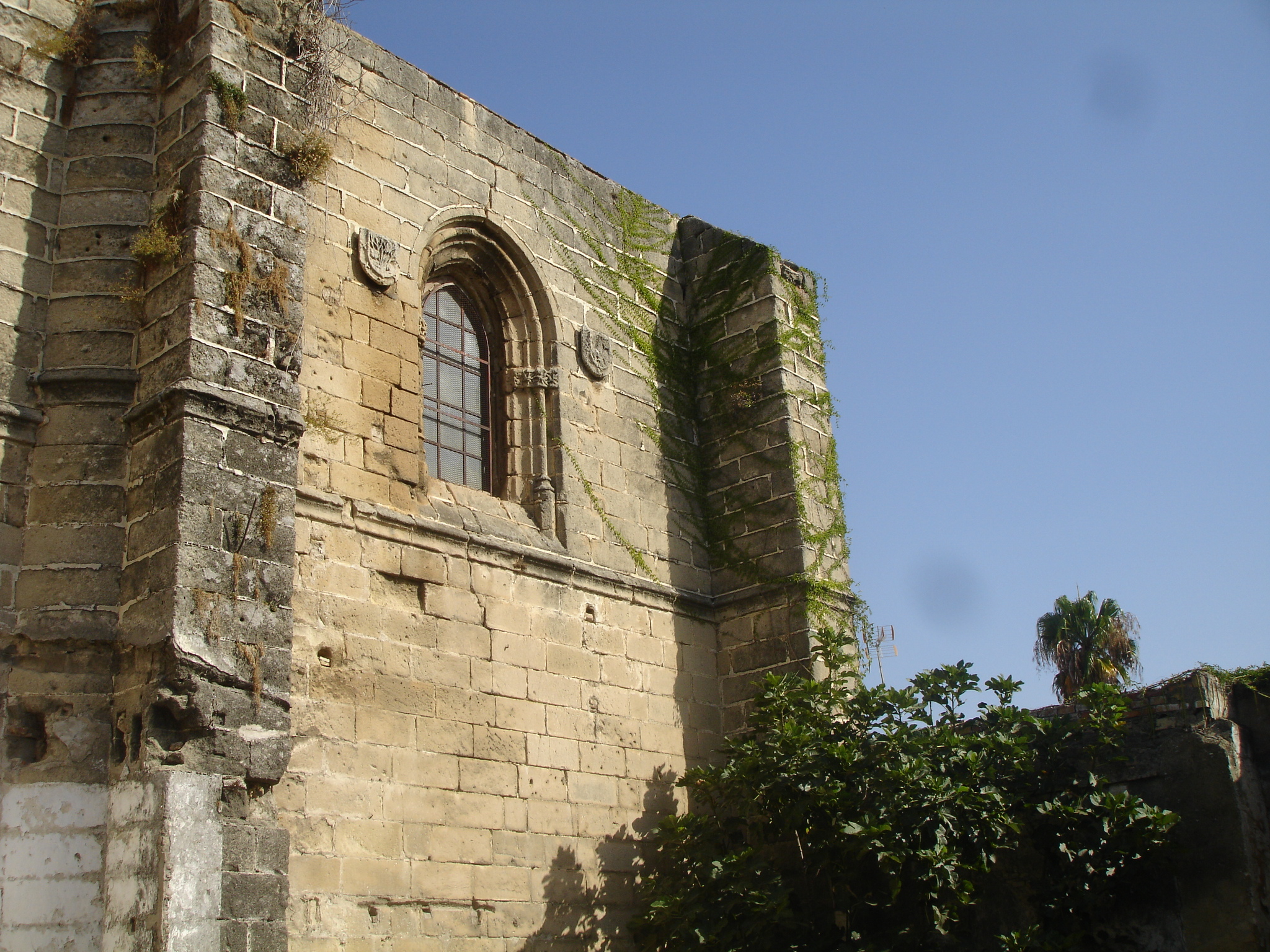
Lateral de la iglesia